# بطولة باوليستا 1991
بطولة باوليستا 1991 هو موسم من بطولة باوليستا. كان عدد الأندية المشاركة فيه 28، وفاز فيه نادي ساو باولو.